# Élections sénatoriales de 1998 en Charente-Maritime
Les élections sénatoriales en Charente-Maritime ont eu lieu le dimanche 27 septembre 1998. 
Elles ont eu pour but d'élire les sénateurs représentant le département au Sénat pour un mandat de neuf années.

## Contexte départemental
Lors des élections sénatoriales du 24 septembre 1989 en Charente-Maritime, un sénateur UDF-CDS, un UDF-Rad et un RPR ont été élus, François Blaizot, Claude Belot et Michel Doublet.
Depuis, tous les effectifs du collège électoral des grands électeurs ont été renouvelés, avec les élections législatives françaises de 1997, les élections régionales françaises de 1998, les élections cantonales de 1994 et 1998 et les élections municipales françaises de 1995.

## Sénateurs sortants
| Sénateur | Sénateur         | Parti | Fonctions lors de l'élection en 1989 |
| -------- | ---------------- | ----- | ------------------------------------ |
|          | François Blaizot | UDF   | Président du conseil général         |
|          | Claude Belot     | UDF   | Conseiller général, maire de Jonzac  |
|          | Michel Doublet   | RPR   | Conseiller général, maire de Trizay  |

## Présentation des candidats
Les nouveaux représentants sont élus pour une législature de 9 ans au suffrage universel indirect par les 1504 grands électeurs du département. 
En Charente-Maritime, les sénateurs sont élus au scrutin majoritaire à deux tours.
| Candidats | Candidats              | Parti | Principale fonction                                             |
| --------- | ---------------------- | ----- | --------------------------------------------------------------- |
|           | Jacques Bessière       | PCF   | Conseiller régional, conseiller municipal de La Rochelle        |
|           | Michel Carmousse       | PCF   | Conseiller régional, conseiller municipal de Pons               |
|           | Simon Rinaldi          | PCF   | Adjoint au maire de Saintes                                     |
|           | Marc Parnaudeau        | PS    | Conseiller général, adjoint au maire de La Rochelle             |
|           | Françoise Mesnard      | PS    | Adjointe au maire de Saint-Jean-d'Angély                        |
|           | Rolland Garraud        | PS    | Conseiller municipal de Marennes                                |
|           | Josy Moinet            | PRG   | Conseiller général, maire de Saint-Rogatien                     |
|           | Claude Belot           | UDF   | Sénateur sortant, président du conseil général, maire de Jonzac |
|           | Jean-Guy Branger       | UDF   | Conseiller général, maire de Surgères                           |
|           | Michel Doublet         | RPR   | Sénateur sortant, conseiller général, maire de Trizay           |
|           | Claude Meunier         | MPF   | Maire de Pont-l'Abbé-d'Arnoult                                  |
|           | Jean-François Galvaire | FN    |                                                                 |

## Résultats
|                | Claude Belot           | UDF            | 970   | 65,54  |  |  |
|                | Michel Doublet         | RPR            | 954   | 64,46  |  |  |
|                | Jean-Guy Branger       | UDF            | 804   | 54,32  |  |  |
|                | Marc Parnaudeau        | PS             | 352   | 23,78  |  |  |
|                | Josy Moinet            | PRG            | 338   | 22,84  |  |  |
|                | Françoise Mesnard      | PS             | 328   | 22,16  |  |  |
|                | Roland Garraud         | PS             | 224   | 15,14  |  |  |
|                | Claude Meunier         | MPF            | 89    | 6,01   |  |  |
|                | Jacques Bessière       | PCF            | 78    | 5,27   |  |  |
|                | Michelle Carmouse      | PCF            | 71    | 4,80   |  |  |
|                | Simon Rinaldi          | PCF            | 68    | 4,59   |  |  |
|                | Jean-François Galvaire | FN             | 26    | 1,76   |  |  |
|                |                        |                |       |        |  |  |
| Inscrits       | Inscrits               | Inscrits       | 1 504 | 100,00 |  |  |
| Abstentions    | Abstentions            | Abstentions    | 14    | 0,93   |  |  |
| Votants        | Votants                | Votants        | 1 490 | 99,07  |  |  |
| Blancs et nuls | Blancs et nuls         | Blancs et nuls | 10    | 0,67   |  |  |
| Exprimés       | Exprimés               | Exprimés       | 1 480 | 99,33  |  |  |